# Estadio Forsyth Barr
El Forsyth Barr Stadium, cuyo nombre oficial es Forsyth Barr Stadium at University Plaza es un estadio de propósito múltiple en la ciudad de Dunedin, en Nueva Zelanda. Su construcción comenzó en el otoño meridional de 2009 y fue inaugurado en agosto de 2011. El estadio fue sede de tres partidos durante la fase de grupos de la Copa Mundial de Rugby 2011, así como de 7 partidos de la Copa Mundial de Fútbol Sub-20 de 2015. Durante el torneo de rugby el recinto fue referido con el nombre no comercial de Otago Stadium.
Es  el único estadio en el mundo que se encuentra techado de forma permanente.
Es utilizado por el Southern United de la ASB Premiership y recibió a los All Whites el 22 de marzo de 2013 en un encuentro válido por la tercera fase de la clasificación de OFC para la Copa Mundial de Fútbol de 2014 ante Nueva Caledonia.